# Pedro Negrescu
Pedro Negrescu, nume real Petronius Vasile Aciocîrlănoaei, (n. 25 aprilie 1969, Tecuci, Galați, România – d. 24 mai 2021, Arad⁠(d), Arad, România) a fost un contrabasist român de jazz și dirijor de muzică clasică.

## Biografie
S-a născut într-o familie de filologi și s-a îndrăgostit de muzică de timpuriu, datorită bunicului din partea mamei, dar și numeroaselor rude, care formau în zonă un adevărat clan de muzicanți. La 8 ani început studiile de orchestră ca violoncelist la Liceul de Artă „George Enescu” din București. A urmat cursurile de orchestră la Haendel Akademie - Karlsruhe - Germania în 2000, 2001, 2003, atât la secțiunea instrumentală, cât și cea de operă.
A debutat la clasa profesorului Valentin Gabrielescu, unde, făcând parte din grupa specială de auz absolut, a fost câștigătorul concursului de solfegiu-dictat cu un premiu constând în dreptul de a dirija clasa.
A participat la Festivalurile de Jazz de la Bydgoszcz – Polonia (1994), Corinthos – Grecia (1995), Russe – Bulgaria (1993, 1996), la Concursul - Festival de la Getxo – Spania (1998, cu grupul „Soft Triangle”, unde a fost finalist al competiției), la turneul de concerte din Italia (1998, cu grupul lui Johnny Răducanu), la turneul continental cu Big band-ul internațional „Swinging Europe”, la Expoziția Mondială de la Hanovra (august 2000), la Los Angeles (2007).
Din anul 2000, s-a dedicat în mare parte artei dirijorale, parcurgând etape de studiu în particular, de masterat și de doctorat, avându-i ca profesori pe: Petru Andriesei, Cristian Brancuși, Dumitru Goia. A mai studiat cu maeștrii: Petru Oshanitsky, Sabin Pautza, Larry Livingston, Ilarion Ionescu Galați, Valentin Doni.
A fost bursier la Bad Goisern în Austria unde i-a cunoscut pe contrabasistul Larry Grenadier, pe bateristul Billy Hart și pe saxofonistul Rick Margitza.
În anul 2008 a beneficiat de o bursă post-universitară în S.U.A.,unde a fost asistent dirijor al maestrului Larry Livingston, și a participat ca instrumentist în Orchestra Idellwild Festival, cu care a concertat la celebra Disney Hall. A asistat de asemenea la repetițiile orchestrelor Los Angeles Philarmonyc, Pacific Symphony, Los Angeles Opera, U.S.C. Thornton Orchestra. In urma acestor studii, a obținut Certificate of Highest Distinction.
Ca dirijor, a susținut concerte cu orchestrele Filarmonicilor din: Arad, Timișoara, Cluj, Bacău, Botoșani, Iași, a Teatrului Muzical „N. Leonard” din Galați, și a Teatrului de Operetă din Kiev.
Ca muzician de jazz, a susținut numeroase concerte, realizând foarte multe înregistrări de radio și de televiziune. Este autorul a trei albume proprii și totodată autor al unor muzici de teatru și film.
A fost regizor la Opera din Constanța, profesor de muzică de cameră la Liceul de Artă din Constanța, dirijor al orchestrei de cameră „Con Anima” din Arad. A fost profesor la Universitatea de Artă Teatrală din Targu Mureș, Facultatea de Muzică.
Pedro Negrescu este singurul român propus pentru o bursă la Mannes College of Music din New York, unde n-a ajuns niciodată din cauză lipsei de finanțare. Aceleași dificultăți le-a întâmpinat și atunci când, la propunerea profesorului Sigi Busch, a fost nominalizat pentru o bursa la Hochschule der Kunste - Berlin.

## Discografie

### În calitate de lider
- Mansarda suspendată (Soft Records, 2010)
- Elegy (Societatea de Concerte Bistrița, 2015)
- Pedro Negrescu Trio – Jazz in Bistritz (Societatea de Concerte Bistrița, 2015)

### Sub nume propriu
- Pedro Negrescu, Rick Condit, Tom Wolfe – Home (Soft Records, 2009)
- Pedro Negrescu, Ventzislav Blagoev, Valeri Dimchev, Ivan Tsonkov – The Bridge of Friendship (Soft Records, 2011)
- Luiza Zan, Pedro Negrescu – Like Water (Soft Records, 2012)

### Colaborator
- Mircea Tiberian - Never Ending Story (Blue Label Records, 1992)
- Mircea Tiberian - Working Underground (Prima Club, 1994)
- Johnny Răducanu meets Teodora Enache – Jazz Behind The Carpathians (Green Records, 1999)
- Cezar Ivănescu (în concert!) - Doina, Închinare lui Eminescu (Societatea de Concerte Bistrița, 2000)
- Lucian Maxim, Teodora Enache, Marius Mihalache – Rădăcini / Back To My Roots (Intercont Music, 2002)
- Florin Răducanu – Hermannstadt Jazz Town (Soft Records, 2004)
- Teodora Enache, Johnny Raducanu* – Jazz Poems - Inside Stories (TVR Media, 2006)
- Teodora Enache – Swing Me To The Moon (Soft Records, 2007)
- Jancy Körössy* – Blues For You (80 Concert Aniversar) (DVD-R neoficial, fără casă de discuri, 2007)
- Premiile Jazzului Românesc - 2010 (Soft Records, 2010)
- Mircea Tiberian – Jazz Inside Out (Tracus Arte, Eikon, 2012)
- Marius Popp – Margine De Lume )(Soft Records, 2013)
- Garbis Dedeian – Armin (Soft Records, 2018)
- Romeo Cozma - Portret componistic - Muzică de jazz - Jazz Music (Editura Muzicală, 2020)
- Compozitori Români De Jazz / Romanian Jazz Composers (1) (Star Media Music)